# Potamoszok
Potamoszok, ókori görög népcsoport. Attika délkeleti partvidékén éltek, amelyet alsó és felső részre osztottak. Sztrabón, Pauszaniasz Periégétész és idősebb Plinius tesz említést róluk; Sztrabón megjegyzi, hogy igen könnyelműen ruháztak fel idegeneket polgárjoggal.